# Пшиленкі (Великопольське воєводство)
Пшиленкі (пол. Przyłęki, нім. Ivenbusch) — село в Польщі, у гміні Тшцянка Чарнковсько-Тшцянецького повіту Великопольського воєводства.
Населення — 313 осіб (2011).
У 1975-1998 роках село належало до Пільського воєводства.

## Демографія
Демографічна структура станом на 31 березня 2011 року:
|          | Загалом | Допрацездатний вік | Працездатний вік | Постпрацездатний вік |
| -------- | ------- | ------------------ | ---------------- | -------------------- |
| Чоловіки | 155     | 36                 | 112              | 7                    |
| Жінки    | 158     | 31                 | 107              | 20                   |
| Разом    | 313     | 67                 | 219              | 27                   |